# ليتشفيلد (دائرة انتخابية في المملكة المتحدة)
ليتشفيلد (بالإنجليزية: Lichfield)‏ هي إحدى الدوائر الانتخابية في المملكة المتحدة الممثلة في مجلس العموم في برلمان المملكة المتحدة.
عضو البرلمان الذي يمثلها حالياً هو :Michael Fabricant (Con).